# Kaliště (Dolní Hbity)
Kaliště je malá vesnice, část obce Dolní Hbity v okrese Příbram ve Středočeském kraji. Nachází se asi 1,5 kilometru jihovýchodně od Dolních Hbit. Vesnicí prochází silnice II/118. Je zde evidováno 8 adres. V roce 2011 zde trvale žilo dvacet obyvatel.
Kaliště leží v katastrálním území Nepřejov o výměře 5,74 km².

## Historie
První písemná zmínka o vesnici pochází z roku 1600.

## Obyvatelstvo
| Rok            | 1869 | 1880 | 1890 | 1900 | 1910 | 1921 | 1930 | 1950 | 1961 | 1970 | 1980 | 1991 | 2001 | 2011 | 2021 |
| -------------- | ---- | ---- | ---- | ---- | ---- | ---- | ---- | ---- | ---- | ---- | ---- | ---- | ---- | ---- | ---- |
| Počet obyvatel | 42   | 36   | 30   | 40   | 27   | 30   | 28   | 30   | 25   | 25   | 16   | 13   | 17   | 20   | 15   |
| Počet domů     | 8    | 6    | 6    | 6    | 6    | 6    | 6    | 6    | 6    | 6    | 5    | 7    | 8    | 7    | 7    |

## Obecní správa
Při sčítání lidu v letech 1850–1975 Kaliště byla osadou obce Nepřejov v okrese Příbram. Od 1. ledna 1976 je částí obce Dolní Hbity v okrese Příbram.